# 5upよしもと

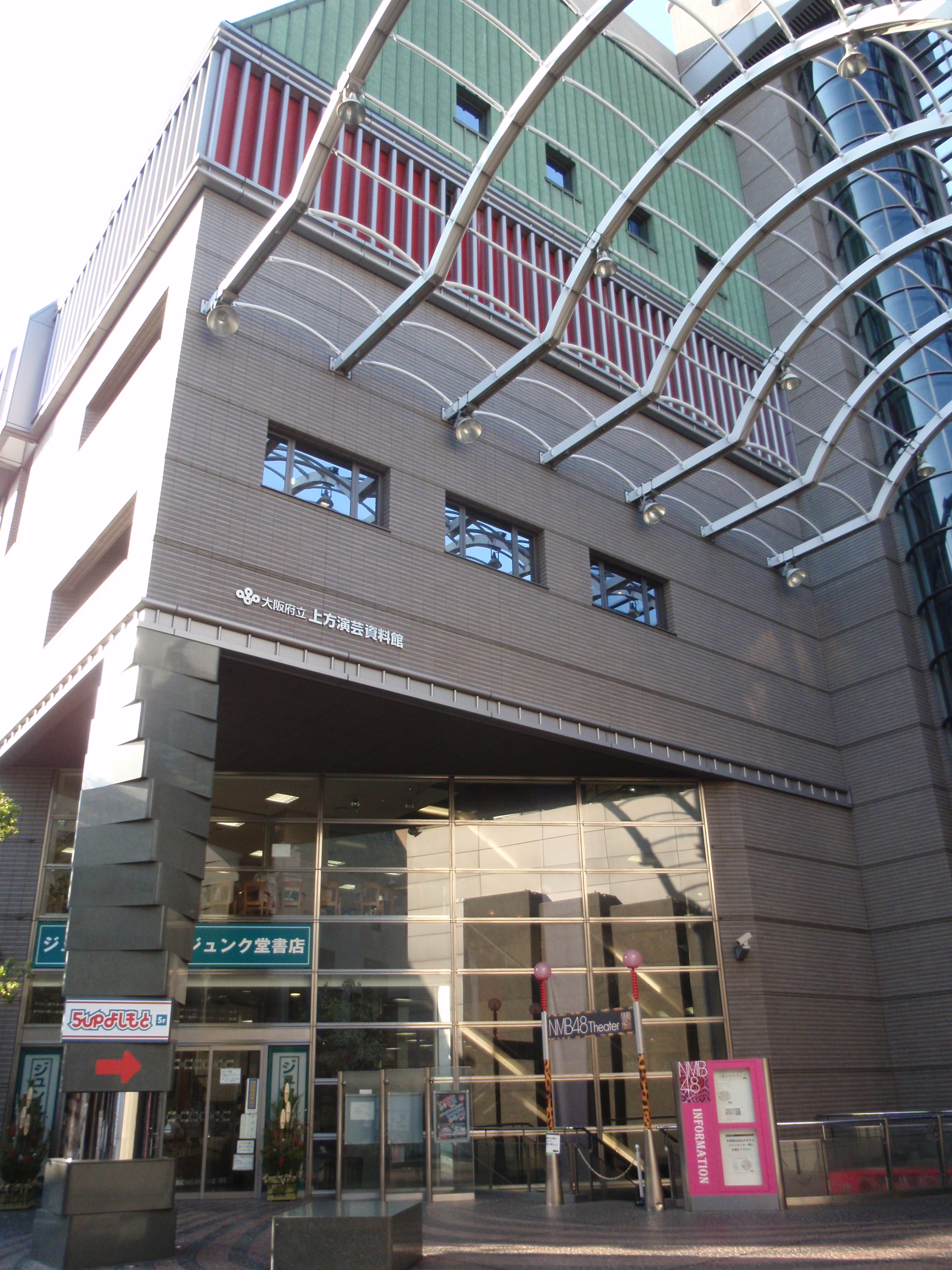
劇場があったYES-NAMBAビル

5upよしもと（ファイブアップよしもと）は、大阪府大阪市中央区難波千日前にあったお笑い専門の劇場。2011年1月1日に開館、2014年11月24日を以て閉館された。なんばグランド花月の向かい、YES-NAMBAビルの5階にあった。

## 概要
2010年12月3日に閉館したbaseよしもと（現NMB48劇場）を引き継ぐ若手お笑い芸人の拠点として、2011年1月1日に大阪府から吉本興業に返還された大阪府立上方演芸資料館（ワッハ上方）内のワッハホールを改装し開業。座席数は最大313（A列からO列の15列×21席 A列のみ19席）。
劇場名の「5up」とは旧baseよしもとのあった地下階から現在の5階に上がったこと、若手芸人の飛躍の場となる期待をこめて命名された。
過去には、『銀シャリの5upベイベー』（GAORA）、『わっしょい!5up』（ABCテレビ）、『ソガのプワジ』（毎日放送）、『熱血!人情派コメディ しゃかりき駐在さん』（ABCテレビ）の収録が行われていた。
また、当劇場を本拠とする若手芸人がパーソナリティを務めるラジオ番組『5upよしもと ガチモリ』がラジオ大阪で放送されていた。
劇場所属ではない芸人のイベントも催しており、また東京所属芸人による全国ツアーの大阪会場として使用されることが多かった（COWCOW、佐久間一行など）。
2014年11月24日に行われたイベントを最後に閉館し、12月1日より上方漫才協会発足に伴い「よしもと漫才劇場」と改名してリニューアルオープンした。
公演プログラムは若手中心である点に変わりはないが漫才を中心に据えたプログラムとなり、「よしもと漫才ライブ」「極LIVE」は若手以外にベテラン・中堅の漫才コンビも2～3組程度出演する点が「5up」時代と異なる。

## システム

### 2012年
前身のbaseよしもとと同様なピラミッド形のシステムを採っていた。
- 「ゼロメンチャレンジ」は、「ファーストバトル」6か月（計3回）累計ポイント上位の組がZEROメンバー昇格をかけて年2回（6月・12月）にライブを行う。昇格が0組の場合もある。
- 「ファーストバトル」は1stメンバー15組と、「セカンドバトル」2か月（2回）の累計ポイント上位3組によるネタバトル。2か月に1回（奇数月）行う。上位15組が1stメンバーへ。
- 「セカンドバトル」は 2ndメンバー10組と、「サードバトル」1か月（4回）の累計ポイント上位3組によるネタバトル。毎月末に行う。上位10組が2ndメンバーへ。
- 「サードバトル」は3rdメンバー10組と、「サードチャレンジ」合格者らによるネタバトル。1か月に4回（木曜日）実施。上位10組が3rdメンバーへ。
- 「サードチャレンジ」は1か月に16回（土日）実施。毎回2組前後が合格、合格者は翌週のサードバトルへ。

### 2013年
2012年12月31日に大阪市中央体育館で開催された「THE FINAL COUNTDOWN LIVE bye 5upよしもと〜前代未聞!!1万人への手渡しチケットLIVE〜」を以て、芸歴10年以上（大阪NSC25期以上〔扱い含む〕）のメンバーが卒業した。新システムへのリニューアルに向けて、2013年1月1日から2月28日までを移行期間とし、卒業組によるソロイベントなどを開催した。2013年1月7日からの「5upチャンピオンシップ」で「煌〜kirameki〜TOP」3組、「煌〜kirameki〜Member」15組、「煌〜kirameki〜Jr.」30組を決定し、2013年3月1日からは「煌〜kirameki〜West」として新たなピラミッド形のシステムを採っている。観客と審査員による投票の累計ポイントのランキングによって、MemberとJr.は3ヶ月に1回、Jr.とAuditionは1ヶ月ごとに入れ替え戦が実施されていた。このシステムは、ヨシモト∞ホール出演芸人による「彩〜irodori〜East」と共通で、定期的に東西交流戦などが行われていた。また、「煌〜kirameki〜TOP」3組→2組と「煌〜kirameki〜Member」上位4組→5組による「キラメン7」がメディア出演やイベントを通して劇場をPRして盛り立てていた。

### 2014年
2014年2月28日を以て、大阪NSC26〜28期（扱い含む）の59組が卒業した。このうち46組が同年2月に卒業公演を実施。同年3月からは吉田たちとプリマ旦那を新たな「煌〜kirameki〜TOP」に据えた新体制となる。さらに、平成26年度 NHK新人お笑い大賞を受賞したアイロンヘッドが11月公演より「煌〜kirameki〜TOP」に昇格した。

## 5upよしもと閉館時までのメンバー
太字は東京進出

### 煌〜kirameki〜TOP
- 吉田たち
- プリマ旦那（「令和喜多みな実」に改名後、解散）
- アイロンヘッド

### 煌〜kirameki〜Member
- 見取り図
- 男性ブランコ
- コマンダンテ（解散、両者ともピン芸人として活動）
- 尼神インター(解散。誠子は退社、渚は吉本に残ったままピンとして活動)
- kento fukaya
- ジソンシン（解散。下村は引退、酒井は元・きみどりの古田敬一と「若葉のころ」を結成）
- てんしとあくま（活動休止）
- シチガツ（解散）
- デルマパンゲ
- 霜降り明星
- ロシアン生まれ（ホリプロコムに移籍し「ヤングウッズ」に改名後、解散）
- ロングコートダディ
- バンビーノ
- ヒガシ逢ウサカ（解散。今井(現・今井らいぱち)はピン芸人として活動、高見は元・へべれけの黒木すずと「スーズ」を結成）
- カバと爆ノ介（解散。カバは吉本新喜劇に入団、爆ノ介はザ・プラン9に加入）

### 煌〜kirameki〜Jr.
- マユリカ
- コロコロチキチキペッパーズ
- セルライトスパ
- サーフィンズ（解散、木沢健太(現・鬼沢さん)はしみちゃむと「鬼としみちゃむ」を結成）
- ゆりやんレトリィバァ
- サンドロップ（解散、山内(現・克信)はりえちゃんとオーサカクレオパトラを結成）
- コーンスターチ（解散、岡下は元・シンクロックの吉田結衣とTHIS IS パンを結成）
- シンクロック（解散。吉田は「THIS IS パン」を結成、木尾陽平はコンビ「アッパレード」を経てピン芸人・木尾モデルとして活動）
- シゲカズです
- えんぴつ消しゴム（解散。上田は真輝志とのコンビ「きんめ鯛」を経て引退、奥村はコンビ「ドキドキ」を経てボマちゃん・ヤーマン亭ポゥポゥとのトリオ「大乱ポゥ!ボマッシュブラ坊主!」を結成）
- モンスーン
- マルセイユ
- ミキ
- 蛙亭
- 天秤丸（解散、秋定遼太郎はさすけと「滝音」を結成）
- ヘンダーソン
- 武者武者
- 鱒之介（解散）
- ニッポンの社長
- ダブルアート
- 小森園ひろし
- ムニムニヤエバ（解散）
- インディアンス
- 数学AB（解散、中川ひちゃゆきは山本プロ野球と「シカゴ実業」を結成）
- ジョニーレオポン（解散、植村は「セッツァー」を結成）
- 8.6秒バズーカー
- へべれけ（解散、黒木は「スーズ」を結成）
- ポートワシントン
- 東京ロマンポルノ（解散、緑川まりはピン芸人・よしもとアジア住みます芸人として活動）
- イブンカ（解散。松間は小橋川とのコンビ「ジュゴン」を経て元・キラキラ関係のななえと「スロッピ」を結成）

### 煌〜kirameki〜Audition
- カキツバタ（解散、山根リチャードは大二と「ナナ」を結成）
- マザー周（解散）
- ラニーノーズ
- フラワーズオブロマンス（解散、多和田は吉本新喜劇の座員として活動）
- ザ・キーポイント
- ねぐらもぐら（解散、坂本はしげみうどんとの「キャタピラーズ」を経て元・おたまじゃくしのほりおと「春すけ」を結成）
- スーパーノヴァ（解散）
- サカモト's
- ビスケットブラザーズ
- ダークニンゲン（解散、山下はべーやんと豪快キャプテンを結成）
- 馬と魚（現・トニーフランク）
- 清友
- なにわスワンキーズ（解散）
- キンニクキンギョ
- ジャズタイム（解散、里はしんちゃんと「大自然」を結成）
- クラスメイト（解散、伊丹は吉本新喜劇の座員として活動）
- チャモロ（解散、福田は花谷豊と「マイスイートメモリーズ」を結成）
- 十手リンジン
- プリンストン（解散、ななえはワタリ119との「キラキラ関係」を経て松間雄亮と「スロッピ」を結成）

## 過去のメンバー

### 卒業した芸人

#### 2012年12月31日を以て卒業
- ジャルジャル
- モンスターエンジン
- スマイル
- 銀シャリ
- ウーマンラッシュアワー
- スーパーマラドーナ
- 斉藤紳士
- クロスバー直撃
- おいでやす小田
- ヒューマン中村
- みわこたに（解散）
- ガリガリガリクソン
- 三浦マイルド
- プラスマイナス[注釈 6]
- モストデンジャラストリオ[注釈 7]（解散）
- 浜辺のウルフ[注釈 8]
- 赤い自転車
- グッピィー
- ゴーゴーゴー
- グイグイ大脇

#### 2014年2月28日を以て卒業
- 天竺鼠
- GAG少年楽団
- かまいたち
- 学天即
- アキナ
- 和牛（解散）
- 藤崎マーケット
- ビーフケーキ
- タナからイケダ
- マドンナ
- アインシュタイン
- 守谷日和
- 回転ハッスル（解散）
- バイク川崎バイク
- ななまがり
- トット
- ラフ次元
- 祇園
- ポラロイドマガジン
- 矢野号
- ジュリエッタ（解散）
- ストライク佐竹
- もじゃ吉田
- Dr.ハインリッヒ
- イグニッション（解散）
- クレイマークレイマー（解散）
- プレミアムバザー
- ジョーイ・グラッドストーン
- 福人
- いがわゆり蚊
- ハニーバニー
- 高橋ユウ
- 山路浩之
- トップシークレット
- ゲラゲラ
- たけだバーベキュー
- ちぇく田
- ボーイ
- 土佐駒（現・ロングロング）
- ミルクボーイ
- みなみのしま（現・すゑひろがりず）
- 森本大百科
- パーフェクト・ダブル・シュレッダー
- たなしゅう
- にほんしゅ
- フィレンツェ
- 稲垣昌秋
- 中山女子短期大学
- シルキーライン（解散）
- グレープフルーツムーン（解散）
- ストリートキング
- 高田健人
- まろんまろん
- 和むアイディア
- デリバリーパンダ
- ふくしげ春き
- ワシやワシ

### 解散した芸人
- ガスマスクガール
- ドルフィンズ
- さかなDVD
- ハム
- シャングリラ
- キャサリン
- エクセレンツ
- 夕凪ロマネコンティ
- あしゅら
- ソーセージ
- ドレッドノート
- 中張又張
- ストライク
- かりんとう（現・カリントウ）
- ヒップ☆スター
- プリンストン
- ボスザル

他多数。

### その他
- ローズヒップファニーファニー（解散）[注釈 9]
- パニーニ（解散）[注釈 10]
- しゃかりき[注釈 11]
- パープーズ（現・ヤーレンズ）[注釈 12]
- 日本クレール[注釈 13]

## 歴代キラメン7

### 初代（2013年3月 - 5月）
- 天竺鼠、かまいたち、GAG少年楽団、藤崎マーケット、アイロンヘッド、プリマ旦那、ななまがり

### 2代（2013年6月 - 8月）
- 天竺鼠、かまいたち、GAG少年楽団、藤崎マーケット、中張又張、コマンダンテ、吉田たち

### 3代（2013年9月 - 11月）
- 天竺鼠、かまいたち、GAG少年楽団、学天即、藤崎マーケット、吉田たち、アキナ

### 4代（2013年12月 - 2014年2月）
- 天竺鼠、かまいたち、GAG少年楽団、アキナ、学天即、吉田たち、和牛

### 5代（2014年3月 - 5月）
- 吉田たち、プリマ旦那、アイロンヘッド、コマンダンテ、ヒガシ逢ウサカ、見取り図、カバと爆ノ介

### 6代（2014年6月 - 8月）
- 吉田たち、プリマ旦那、男性ブランコ、見取り図、アイロンヘッド、シチガツ、ヒガシ逢ウサカ

### 7代（2014年9月 - 11月）
- 吉田たち、プリマ旦那、アイロンヘッド、見取り図、男性ブランコ、コマンダンテ、尼神インター

### 8代（2014年11月）
- 吉田たち、プリマ旦那、アイロンヘッド、男性ブランコ、ミキ、コマンダンテ、尼神インター

## 最寄駅
- 大阪市営地下鉄
  - 御堂筋線・四つ橋線・千日前線-なんば駅
  - 千日前線・堺筋線-日本橋駅
- 南海電気鉄道
  - 難波駅
- 近畿日本鉄道
  - 大阪難波駅
  - 近鉄日本橋駅
- 阪神電気鉄道
  - 大阪難波駅
- JR西日本
  - JR難波駅